# 布克坦山

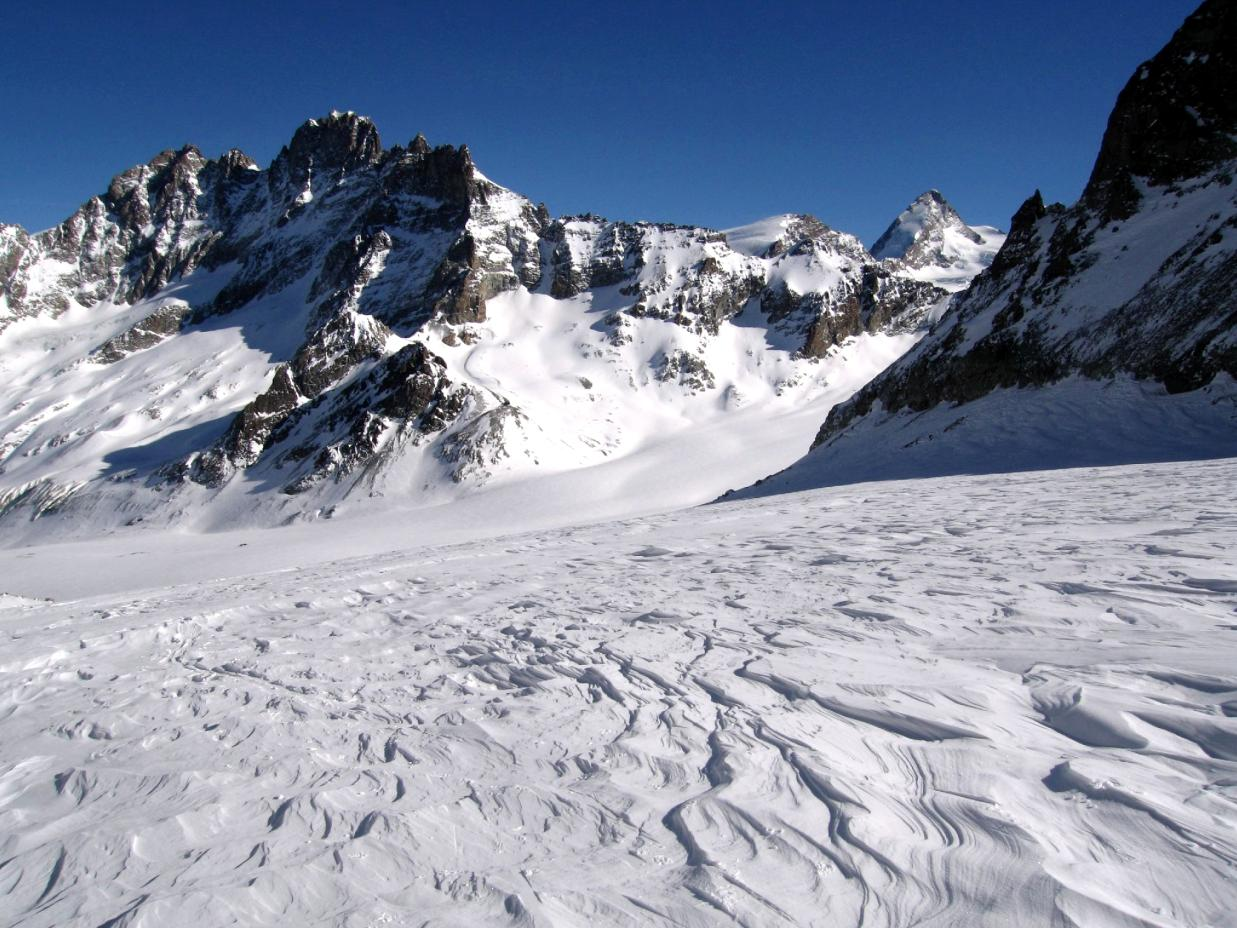

45°58′54″N 7°32′44″E / 45.98167°N 7.54556°E
布克坦山（義大利語：Dents des Bouquetins），是中歐的山峰，位於意大利和瑞士接壤的邊境，屬於本寧阿爾卑斯山脈的一部分，海拔高度3,838米，人類在1871年9月6日首次登頂。